# Lotniskowiec

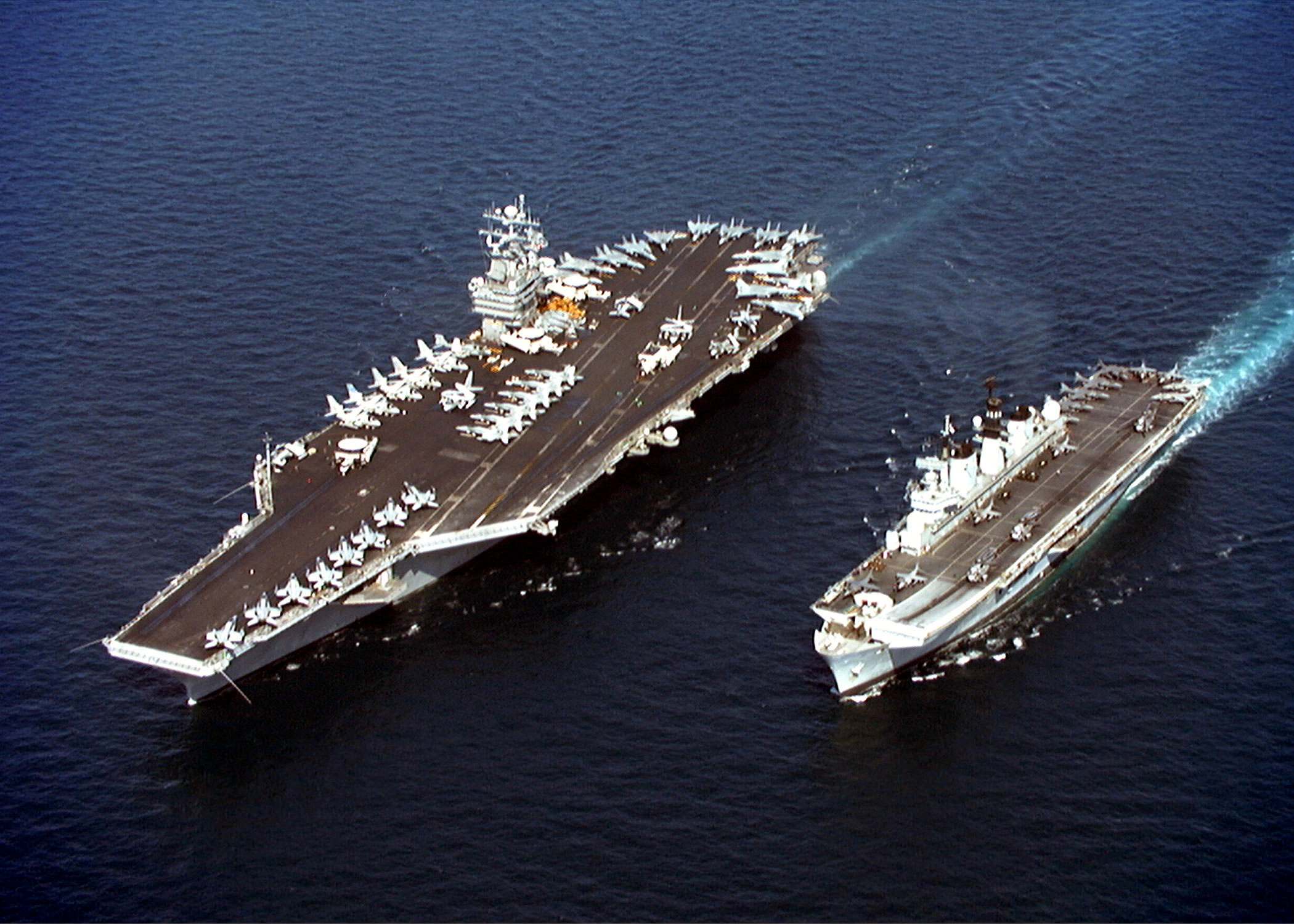
Współczesny lotniskowiec amerykański USS „John C. Stennis” i brytyjski lekki lotniskowiec dla samolotów V/STOL HMS „Illustrious”

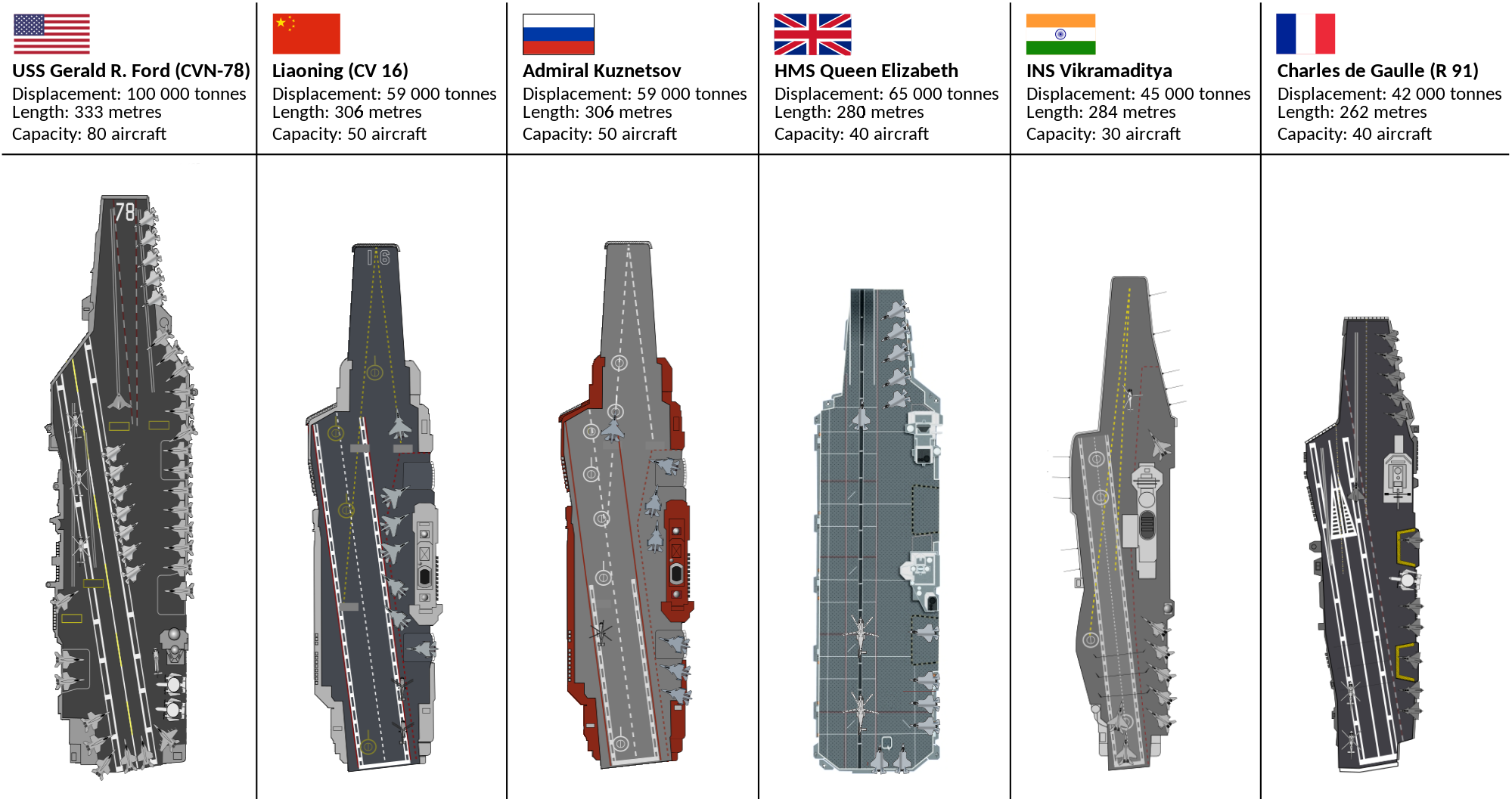
Obrysy pokładu współczesnych lotniskowców

Lotniskowiec – okręt będący pływającym lotniskiem oraz bazą obsługującą samoloty i śmigłowce lotnictwa morskiego. Głównym zadaniem jest prowadzenie operacji bojowych za pomocą bazujących na nich samolotów i śmigłowców m.in. dzięki przystosowanemu do tego celu pokładowi startowemu. 
Pierwsze okręty tej klasy powstały pod koniec I wojny światowej, następnie odegrały dużą rolę w walkach II wojny światowej, szczególnie na Pacyfiku. Obecnie tylko USA mają większą flotę lotniskowców (10 lotniskowców typu Nimitz, 1 lotniskowiec typu Gerald R. Ford oraz 2 okręty LHD typu America i 7 okrętów LHD typu Wasp). Ponadto Chiny mają 5 okrętów: Liaoning, Shandong i 3 okręty LHD typu 075; Francja ma 4 okręty: Charles de Gaulle i 3 okręty LHD typu Mistral; Wielka Brytania ma 2 lotniskowce typu Queen Elizabeth, Indie - dwa okręty: INS Vikramaditya i INS Vikrant, Rosja ma jeden okręt - Kuzniecow. Państwa takie jak Australia, Hiszpania, Włochy, Japonia czy Brazylia dysponują mniejszymi okrętami, które można zakwalifikować jako lotniskowce lekkie.
Tylko USA i Francja mają lotniskowce o napędzie atomowym i jednocześnie korzystają z systemu CATOBAR wspomagającego start i lądowanie myśliwców na pokładzie.
Lotniskowiec porusza się wraz z tzw. grupą uderzeniową, składającą się z fregat, niszczycieli, okrętów podwodnych. Grupa taka jest w stanie samodzielnie prowadzić działania wojenne na wielkim obszarze.

## Historia lotniskowców

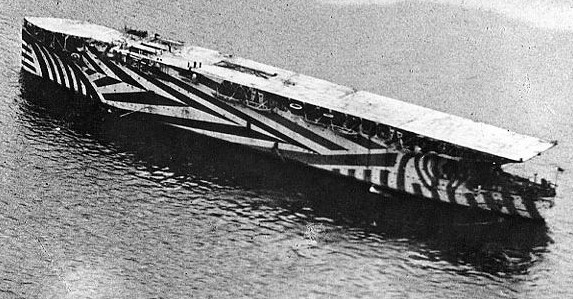
HMS Argus

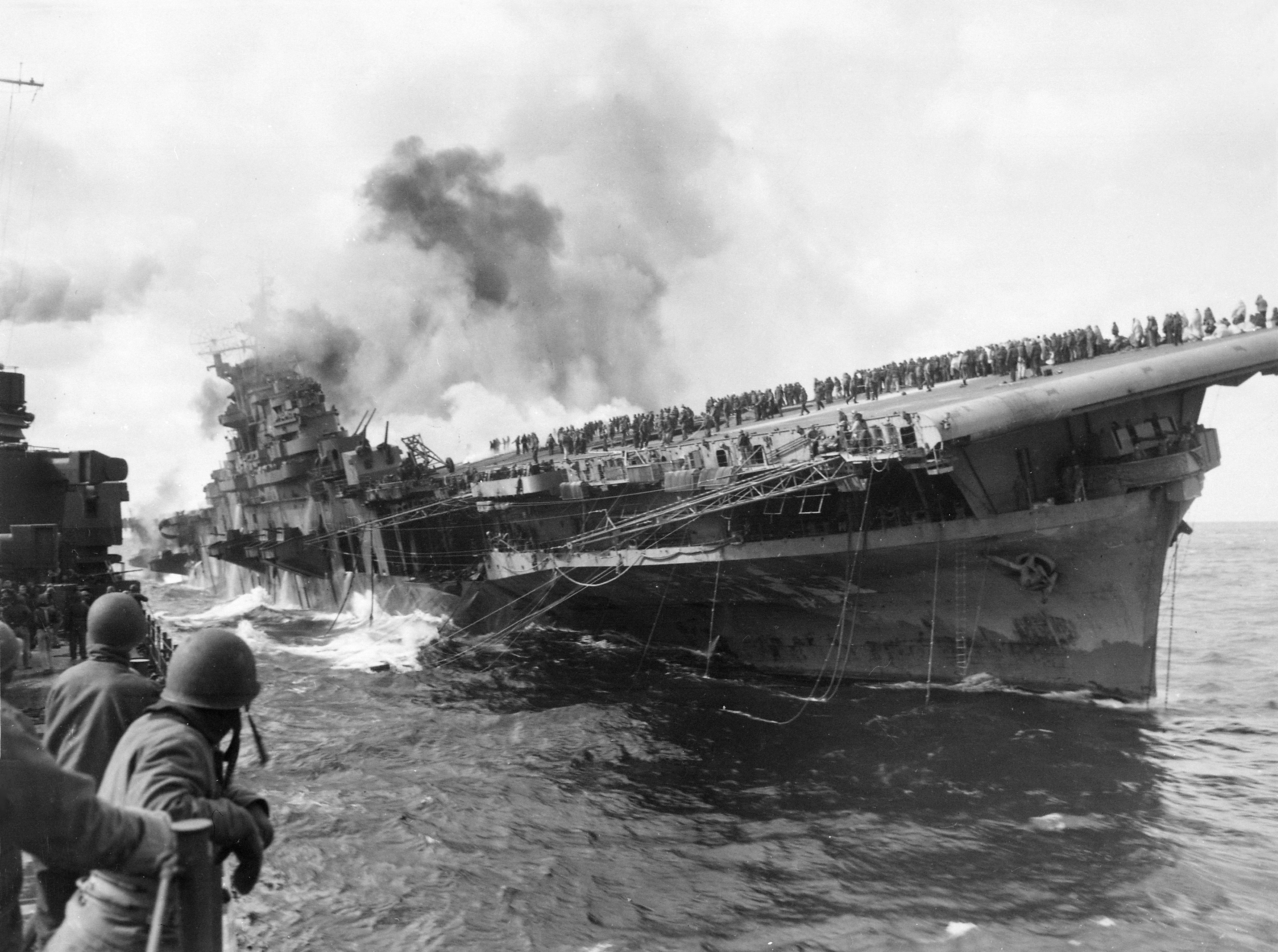
Ciężko uszkodzony lotniskowiec USS „Franklin”, marzec 1945 roku

Pierwsze lotniskowce powstawały zazwyczaj jako jednostki przebudowywane z innych okrętów – np. krążowników, jak brytyjski „Furious”, lub statków handlowych, jak amerykański „Langley” (CV-1) czy japoński „Hōshō”. Przebudowa polegała przede wszystkim na likwidacji dotychczasowych nadbudówek i uzbrojenia oraz nadbudowaniu nowych pomieszczeń i hangarów dla samolotów, przykrytych płaskim pokładem lotniczym. Mimo iż niektóre wczesne lotniskowce miały także dość silne uzbrojenie artyleryjskie do walki z okrętami, z reguły ograniczano je tylko do dział przeciwlotniczych, natomiast za główną siłę uznano samoloty.

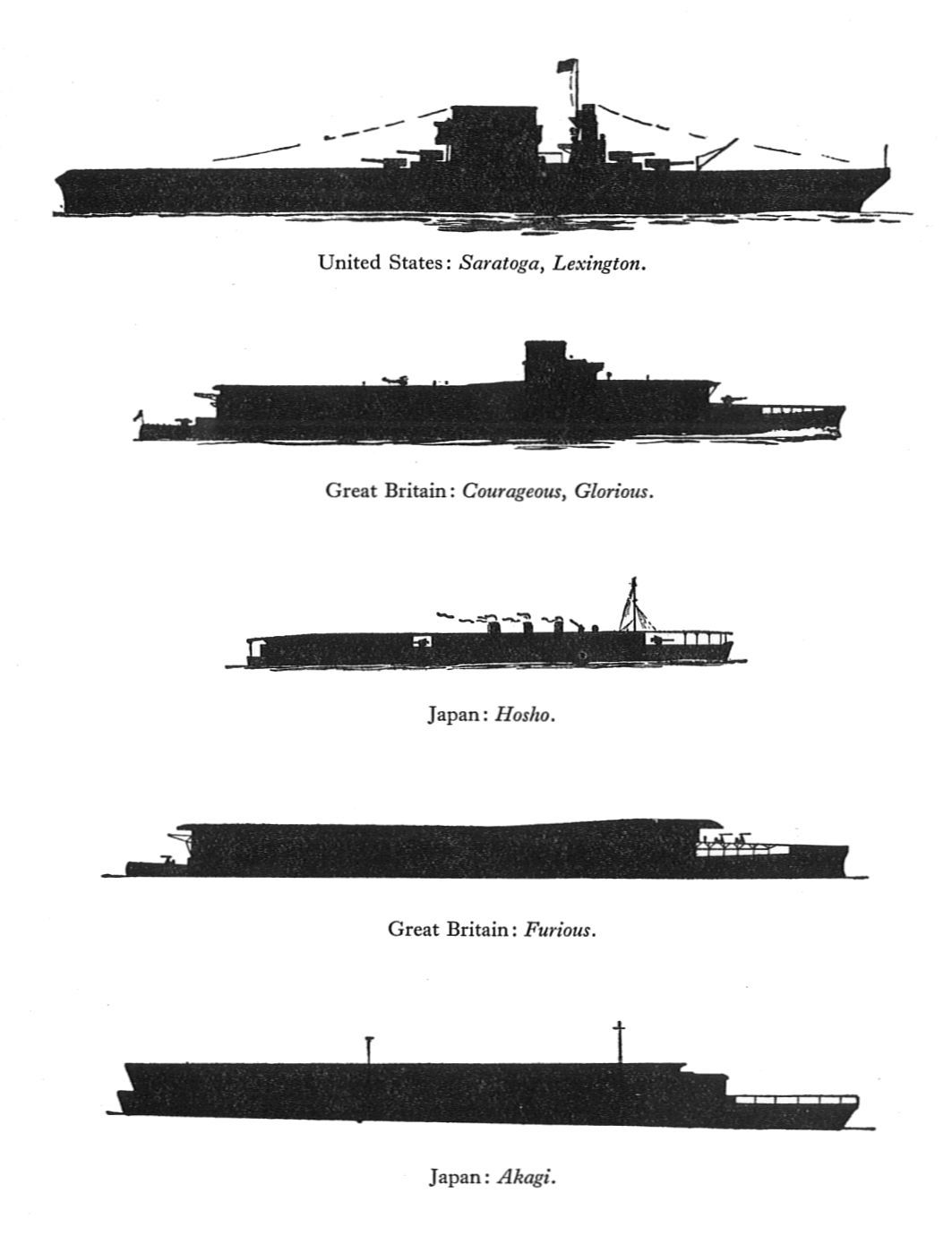
Sylwetki lotniskowców z 1936 r.

Początkowo lotniskowce nie zdobyły uznania i uważane były za okręty co najwyżej pomocnicze wobec pancerników i używane do rozpoznania, chociaż w latach międzywojennych pojawiła się wizja lotniskowca-rajdera zwalczającego żeglugę za pomocą dział i samolotów. Warta odnotowania jednak jest pierwsza w historii operacja morska, przeprowadzona w lipcu 1918 roku przez Brytyjczyków, którzy wysłali z pokładu improwizowanego lotniskowca „Furious” samoloty do ataku na bazę sterowców cesarskiej Kriegsmarine w Tondern (dziś na terytorium Danii). Operacja ta zakończyła się sporym sukcesem; zniszczono m.in. dwa hangary dla sterowców. Przyczyną początkowo ostrożnego podejścia do użycia lotniskowca były niskie parametry ówczesnych samolotów. Stan ten trwał aż do początków II wojny światowej. Brytyjski atak na włoską bazę floty w Tarencie i wzorowany na nim atak na Pearl Harbor przeprowadzony przez japońskie lotnictwo pokładowe, a potem zatopienie dwóch brytyjskich pancerników „Prince of Wales” i „Repulse”, przez lotnictwo japońskie w bitwie pod Kuantanem – zaczęły powoli zmieniać sytuację. Jeszcze większe wrażenie zrobiła błyskawiczna eliminacja trzech z czterech lotniskowców japońskich podczas bitwy o Midway w czerwcu 1942 roku (zatopiono wszystkie cztery, z czego trzy otrzymały krytyczne trafienia w krótkich odstępach czasu).
Wojna na Pacyfiku, ze względu na ogromne odległości, wykreowała samolot i lotniskowiec na główną siłę uderzeniową floty. Lotniskowce i ich samoloty na tamtym rozległym obszarze były w stanie dokonać daleko większej projekcji siły i na dalszy dystans niż pancerniki i ich działa. Bitwy na Morzu Koralowym i pod Midway ostatecznie ustaliły prymat lotniskowca jako głównej siły uderzeniowej we flocie.
W trakcie II wojny światowej ustalił się podział na lotniskowce floty służące jako główna siła oraz lotniskowce lekkie – średniej wielkości, służące do wspierania głównych sił (klasyfikacja ta jednak poza amerykańską flotą nie była oficjalna). Trzecią grupą były lotniskowce eskortowe zwane też pomocniczymi i konwojowymi, w ich budowie specjalizowały się floty amerykańska i brytyjska. Podstawowymi zadaniami tej grupy okrętów były eskorta konwojów i zespołów okrętów nawodnych oraz zwalczanie okrętów podwodnych.
Obecnie ten podział jest nieaktualny. Według współczesnych kryteriów dzieli się lotniskowce na uderzeniowe, najczęściej z napędem atomowym, lotniskowce średniej wielkości i śmigłowcowce przeznaczone głównie do przenoszenia śmigłowców i grup szturmowych.

## Budowa
Państwa, które mają w normalnej służbie minimum jeden lotniskowiec (z wyjątkiem Rosji)
     Państwa, które kiedyś miały minimum jeden w pełni ukończony lotniskowiec

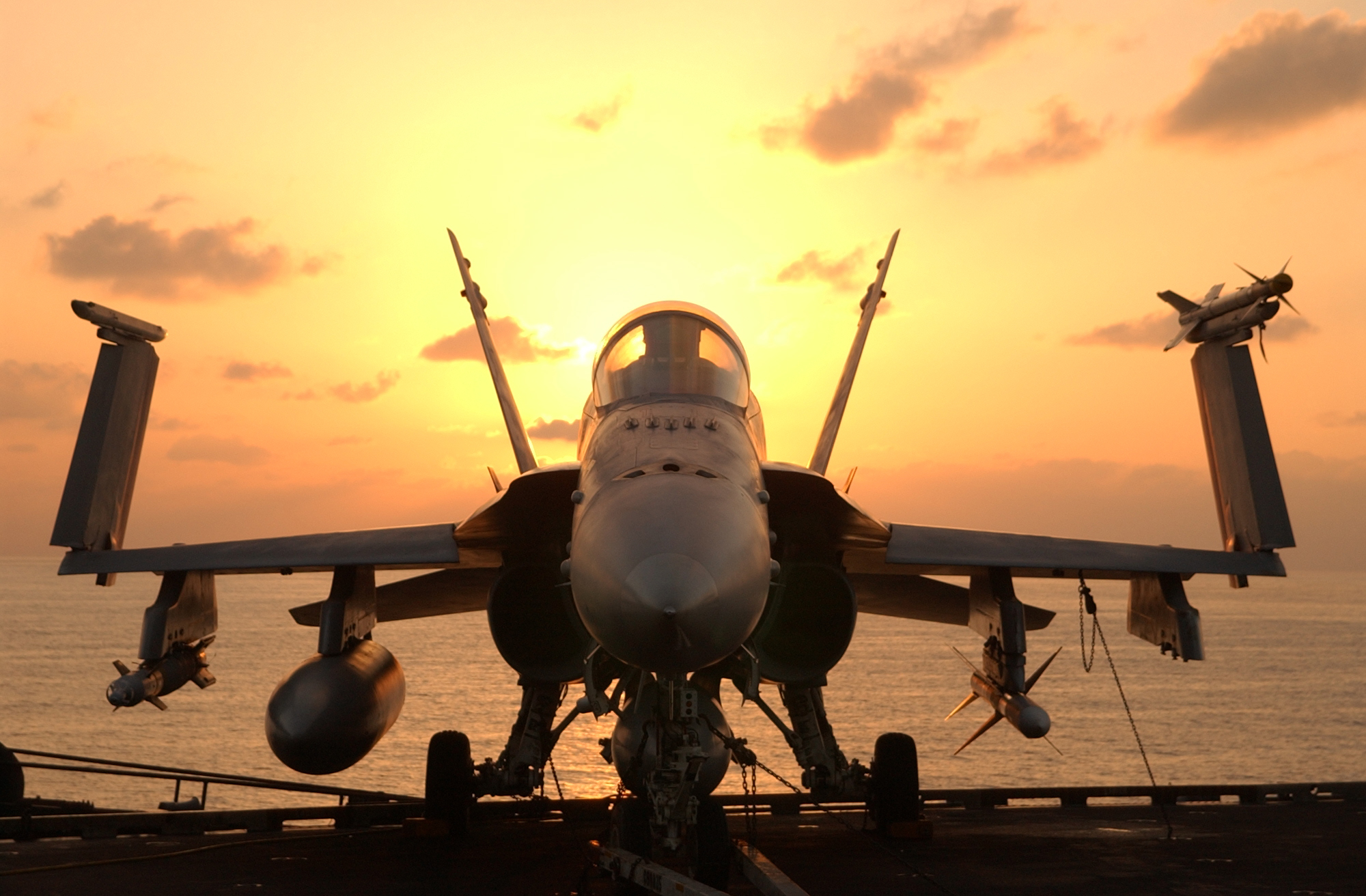
Myśliwiec wielozadaniowy F/A-18 Hornet na pokładzie lotniskowca typu Nimitz, 2001 rok. Składane skrzydła pozwalają zmieścić więcej samolotów na ograniczonej powierzchni dostępnej na okręcie

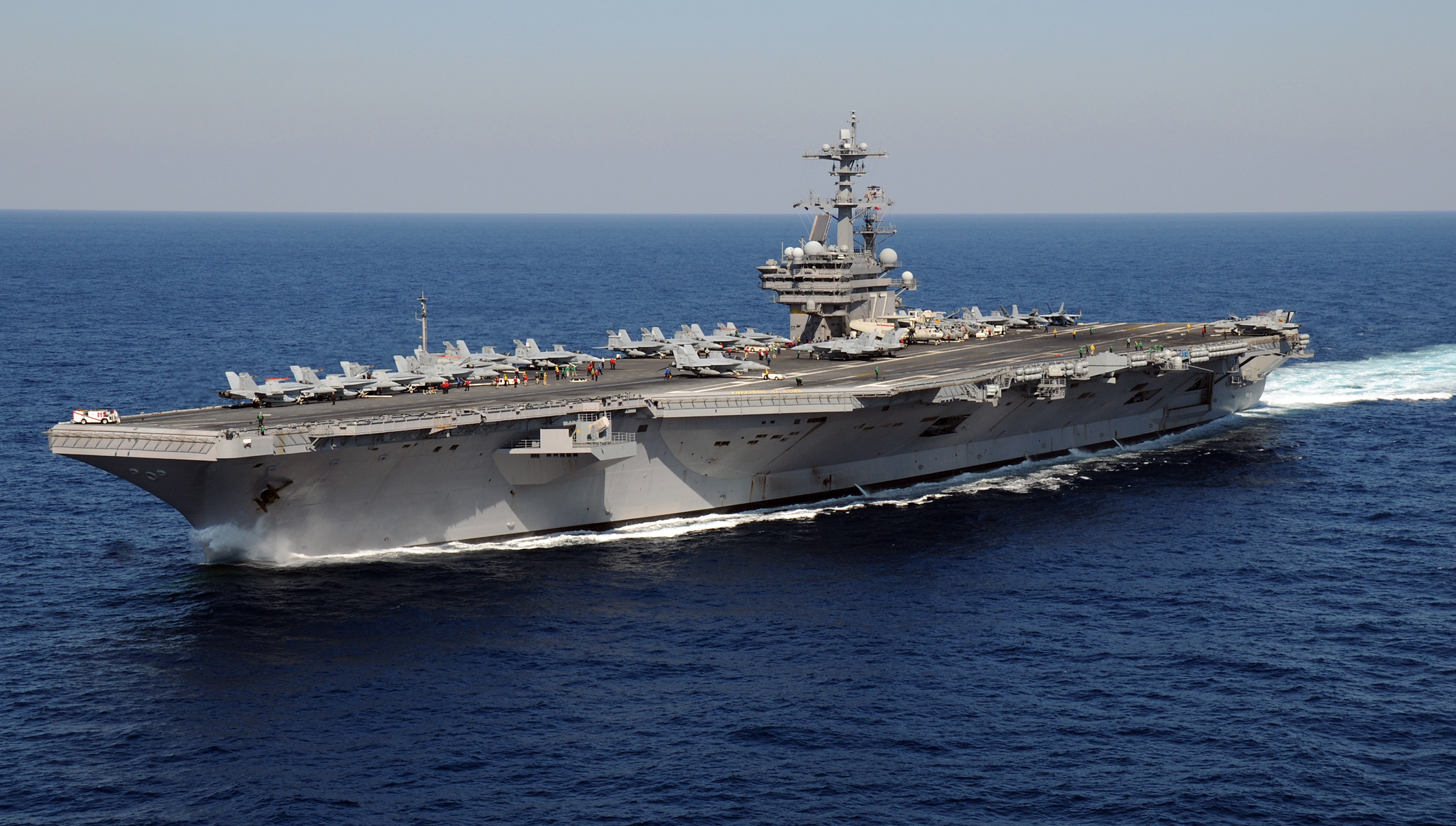
USS George H.W. Bush

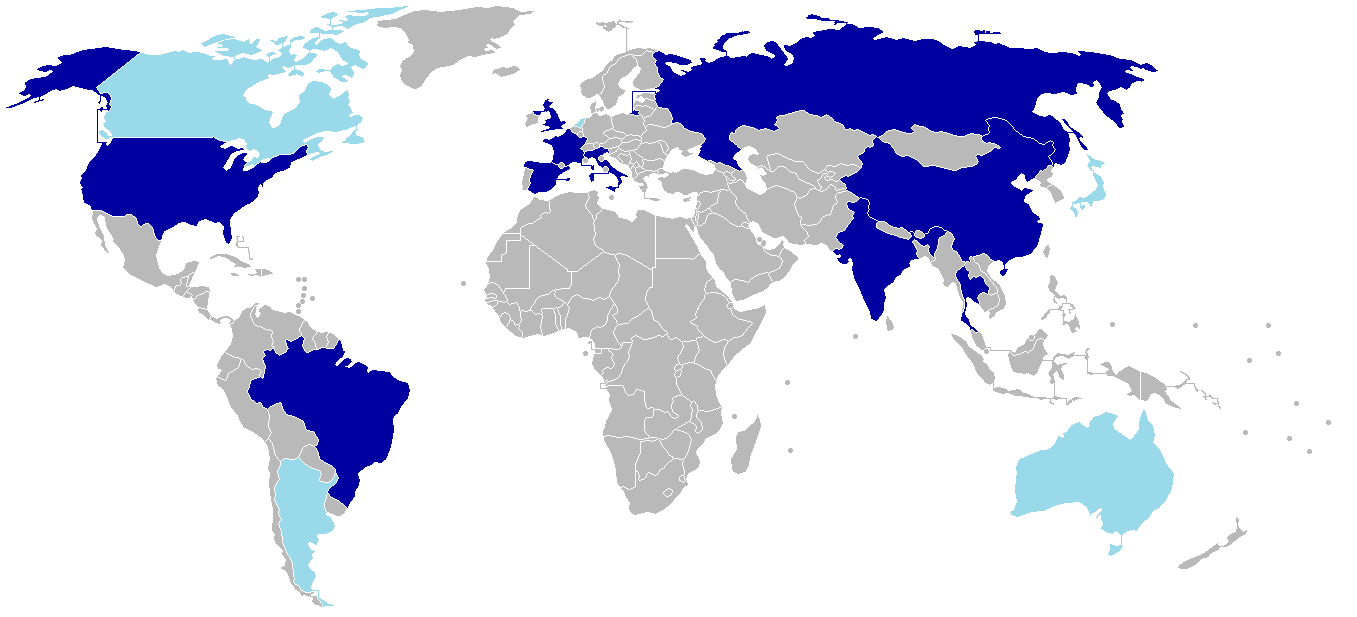
Państwa, które mają w normalnej służbie minimum jeden lotniskowiec (z wyjątkiem Rosji)
Państwa, które kiedyś miały minimum jeden w pełni ukończony lotniskowiec

Pokład lotniskowca jest ściśle rozplanowany i podzielony, znajduje się na nim od dwóch do czterech podnośników, używanych do wynoszenia samolotów z hangarów znajdujących się pod pokładem. Początkowo lotniskowce miały pokład lotniczy o obrysie zbliżonym do prostokątnego, o rozmiarach takich samych lub niewiele większych od rozmiarów kadłuba (na niektórych konstrukcjach był on nawet krótszy niż kadłub). Z dziobowej części pokładu samoloty startowały, a na rufowej części lądowały, zawsze w osi podłużnej okrętu. Od lat 50. zaczęto znacznie poszerzać pokład lotniczy poza obrys kadłuba i stosować pokład do lądowania odchylony w lewo. Uzasadnione to było względami bezpieczeństwa, gdyż w razie niewyhamowania lądującego samolotu, pozwalało to na uniknięcie zderzenia się z samolotami przygotowującymi się do startu; także w razie nieprawidłowego podejścia do lądowania samolot mógł łatwiej ponowić próbę. Na końcu pokładu w rejonie dziobowym zwykle znajdują się katapulty używane do przyspieszania startu samolotów, nie wszystkie jednak lotniskowce są w nie wyposażone, nawet w obecnych czasach. W okresie II wojny światowej lotniskowce japońskie nie miały katapult, gdyż segmentowa konstrukcja okrętu, przypominająca składanie okrętu z niejako modułów, uniemożliwiała ich zabudowę. W obecnych czasach nie stosuje się katapult na śmigłowcowcach i lekkich lotniskowcach – do startu śmigłowców nie są potrzebne, a samoloty na tych okrętach stacjonujące są zazwyczaj samolotami pionowego startu i lądowania (V/STOL). Część współczesnych lotniskowców zamiast katapult ma tzw. skocznię narciarską (ski jump) – podniesiony pokład w części dziobowej, wspomagający start za pomocą własnych silników samolotu.
Na drugim końcu okrętu znajduje się urządzenie o nazwie aerofiniszer. Jest to system poprzecznych w stosunku do drogi lądowania stalowych lin, unoszących się i opuszczających. Samolot lądujący na pokładzie przed operacją wypuszcza hak, którym w momencie zetknięcia się z pokładem zaczepia o te liny i jest wyhamowywany na bardzo krótkim odcinku.
Poniżej pokładu znajduje się hangar, w którym przechowywane są i obsługiwane samoloty. Hangar może mieć jeden poziom tak jak na małych lotniskowcach lub, częściej, jest dwupoziomowy. Od wielkości hangaru zależy to ile maszyn jest w stanie zabrać okręt. Lotniskowce z okresu II wojny światowej zabierały w morze od kilkunastu samolotów w przypadku eskortowych do nawet około stu w przypadku największych okrętów.
Na jednej z burt znajduje się mała nadbudówka – wysepka, na której znajdują się centrum dowodzenia i inne ważne dla okrętu stanowiska. Były lotniskowce budowane bez wysepki – wówczas centrum dowodzenia znajdowało się pod pokładem.
Lotniskowce mają różną wyporność w zależności od klasy i przeznaczenia, uzbrojenie tak samo jest różnorakie. Na przykład lekki lotniskowiec japoński „Hōshō”, przebudowany ze statku towarowego, miał wyporność standardową 7410, pełną 10 000 ton i zabierał w morze kilkanaście maszyn, w późniejszym okresie 8 samolotów używanych do zwalczania okrętów podwodnych. Przebudowany z okrętu liniowego, „Kaga” miał wyporność standardową 38 200 i pełną 43 650 ton, zabierał w morze początkowo 81 maszyn, później liczba ta spadła do 66. Zbudowany w latach trzydziestych od podstaw jako okręt lotniczy „Yorktown” miał wyporność standardową 19 800 i pełną 25 400 ton, i zabierał w morze do 90 samolotów. Obecnie budowane okręty są jeszcze większe, amerykańskie lotniskowce uderzeniowe o napędzie atomowym typu „Nimitz“ mają wyporność standardową 82 320 i pełną przekraczającą 92 000 ton, cztery podnośniki, cztery katapulty i ponad 90 samolotów i śmigłowców, załogę stanowi 5200 ludzi (razem z personelem lotniczym).

## Uzbrojenie
Uzbrojenie lotniskowców jest rozmaite, ma jednak jedną wspólną cechę – składa się na nie tylko uzbrojenie przeciwlotnicze przeznaczone do obrony własnej w wypadku ataku powietrznego. Poza kilkoma próbami uzbrajania pierwszych okrętów w działa o kalibrze 203 mm (maksymalny kaliber dozwolony dla lotniskowców na Konferencji Waszyngtońskiej), wynikających z chęci posiadania większej liczby okrętów artyleryjskich, nie stosowano dział o kalibrze większym niż 152 mm. Zazwyczaj na artylerię przeciwlotniczą składało się 8-16 dział większego kalibru (102–130 mm) stanowiących ciężką obronę i kilkunastu, do nawet 60, działek małego kalibru (20–40 mm). Obecnie budowane okręty mają kilka wyrzutni rakiet przeciwlotniczych i 2 do 5 zestawów szybkostrzelnych działek używanych do niszczenia pocisków manewrujących w bezpośredniej bliskości okrętu.
Opancerzenie nie występowało na każdym okręcie, tylko na większych jednostkach i jest to cienki pancerz ochraniający żywotne miejsca okrętu takie jak maszynownia, magazyny paliwa i broni. Grubość opancerzenia nie przekraczała w zasadzie 200 mm, obecnie stosuje się wysokowytrzymałe pancerze kevlarowe i kompozytowe o grubości około 70 mm.

## Obsługa
Obsługa pasa startowego lotniskowców pełni rozmaite funkcje, a każda funkcja oznaczona jest innym kolorem kombinezonu załoganta. Dla przykładu, na lotniskowcach Stanów Zjednoczonych kolory oznaczają:
- fioletowy – odpowiedzialni za paliwo, uzupełnienie baku,
- żółty – organizacja ruchu na pasie, ukierunkowanie pilota samolotu: wyprowadzenie na pas startowy lub postój,
- czerwony – uzbrajanie/rozbrajanie samolotu w bomby, broń AG (powietrze-ziemia),
- zielony – obsługa techniczna (uzbrajanie samolotu w pociski rakietowe i karabinki maszynowe; naprawa usterek),
- biały – personel medyczny,
- niebieski – obsługa dźwigów.